# Актео
Акте́о (греч. Ακταίο) — деревня в Греции на северо-востоке Пелопоннеса. Расположена на побережье Коринфского залива в 9 километрах к северо-востоку от Патр. Входит в общину (дим) Патры в периферийной единице Ахея в периферии Западная Греция. Население 1494 жителя по переписи 2011 года. Площадь сообщества 1,95 квадратного километра.
Называлось Вернарде́ика (Βερναρδαίικα). Этой территорией владел француз и филэллин Эжен Бернарди (фр. Eugène Bernardy, ум. 1851). Он служил военным врачом в армии Фавье, после отставки практиковал медицину в Патрах. Поселение впервые упоминается в 1899 году.
Через Актео проходит автомагистраль «Олимпия» (Α8), часть европейского маршрута E65, которая соединяет соседний город Рион с Элефсисом.

## Население
| Год  | Население, человек |
| ---- | ------------------ |
| 1991 | 589                |
| 2001 | 926                |
| 2011 | ↗ 1494             |